# 西口彰夫
西口 彰夫（にしぐち あきお）は、日本の電気/電子工学・システム工学者。大阪工業大学名誉教授。工学博士（大阪大学）。レーザー技術総合研究所(ILT)共同研究員。元日本学術振興会特別研究員。
専門は、数理工学・コンピュータシミュレーション、プラズマ物理・核融合工学（特に、レーザー核融合）。

## 経歴
1980年大阪大学工学部電気工学科卒業。同大学大学院工学研究科電気工学専攻修士課程修了。同大学院工学研究科電気工学専攻博士課程単位取得満期退学、1985年工学博士（大阪大学）。同年、日本学術振興会奨励研究員。1988年同振興会特別研究員。1990年レーザー技術総合研究所研究員。1993年大阪大学レーザー核融合研究センター助手を経て、1994年大阪工業大学工学部電子工学科講師として着任。同学科助教授、同学部電子情報通信工学科教授などを経て、2019年より同学部電子情報システム工学科教授。2023年同大学名誉教授。
大阪工業大学工学部（電子工学科・電子情報通信工学科・電子情報システム工学科）で30年近くの長きに渡り教鞭を執り、特にレーザー核融合、プラズマ・核融合工学の研究育成に貢献した。
主な所属学会は、日本物理学会、プラズマ・核融合学会。主な著書は、Laser Plasma Theory and Simulation(Laser Science and Technology an International Hand-book Vol7)（共著、Harwood academic publishers1994、学術書）、ビジュアル学習プログラミングC（共著、昭晃堂1996、学術書）。

## 主な研究
- 電磁流体・プラズマのコンピュータシミュレーション[5]
- 流体の数値計算手法に関する研究
- 高温高密度プラズマ中の磁場生成に関する研究
- レーザー核融合プラズマ中の電子熱伝導の特性解析[6]
- レーザー核融合爆縮における高強度磁場に関する研究 - 将来の核融合発電に向けて[7][8]